# MWC 480
MWC 480 — молодая звезда в созвездии Возничего. Её возраст составляет всего около миллиона лет. Обозначение MWC 480 соответствует каталогу обсерватории Маунт-Вилсон звёзд типов B и A с яркими водородными линиями в спектрах.
Звезда MWC 480, примерно вдвое превосходящая по массе Солнце, расположена в 455 световых годах от Солнца в области звездообразования в Тельце. Окружающий её протопланетный диск находится на очень ранней стадии развития — он совсем недавно сформировался из холодной и тёмной газо-пылевой туманности.
В 2015 году астрономы обнаружили в протопланетном диске вокруг звезды MWC 480 сложные органические молекулы. Наблюдения на телескопе Atacama Large Millimeter Array показали, что протопланетный диск содержит значительное количество цианистого метила CH3CN. Это молекулярное соединение, а также более простое соединение из того же семейства, цианистый водород (синильная кислота) HCN, было обнаружено в холодных внешних областях новообразованного околозвёздного диска, в зоне, аналогичной той, которую в Солнечной системе астрономы называют поясом Койпера (область ледяных планетезималей и комет за орбитой Нептуна).